# 山崎製パン
山崎製パン株式会社（やまざきせいパン、英: YAMAZAKI BAKING CO.,LTD.）は、東京都千代田区岩本町に本社を置く日本の製パン企業。製パン業界で日本国内最大であり、フジパングループ本社、敷島製パンとともに製パン大手3社を構成する。世界ではメキシコに本拠を置き北米・南米に展開するグルーポ・ビンボに次ぎ第2位の規模である。

## 概要
パンの国内シェアは約4割。企業スローガンは、『おいしさと品質で毎日を応援します。』。パン・和菓子・洋菓子・調理パン・米飯・ジャム・デザート・レトルト食品・ビスケット・クッキー・米菓など幅広い製品を製造・販売する。「デイリーヤマザキ」「ニューヤマザキデイリーストア」のブランドでコンビニエンスストアも運営する。2016年にナビスコの商品「リッツ」「オレオ」のライセンス契約終了に伴い、ヤマザキナビスコをヤマザキビスケットに改称させ、後継商品「ルヴァン」「ノアール」を発売した。全国に自社工場や協力会社工場があり製品を販売している。海外にも進出しており、2025年現在、タイ、マレーシア、シンガポール、中国、ベトナム、インドネシア、アメリカ、フランス、台湾で商品展開をしている。子会社に不二家、東ハト、ヤマザキビスケット、サンデリカ、持分法適用会社に日糧製パン、B-Rサーティワンアイスクリームがある。
シンボルマークで社章でもある「太陽マーク」は、万物の太陽の源、明るい太陽のように食卓の光となる願いを込め、また自然への感謝と仕事への誇りの気持ちを込め、伸びゆく企業を象徴するということから、創業者の理念を具現化したものである。
惣菜パックメーカー（「もう一品」など）のヤマザキとは、資本・業務提携を含め一切関係ない。

## 沿革

### 創業
1948年、飯島藤十郎が千葉県船橋市本町のマツマル製パンで修行し「山崎製パン所」を開設した。マツマル製パンは、現在の三菱UFJ銀行船橋支店の場所にあった。配給小麦の製パン加工委託をコッペパンから始め、後にロシアパンなど菓子パンも製造している。当時は食糧管理制度下で製パン業が厳しく統制され、創業者の飯島藤十郎は理事を務めていた東台農事実行組合でパン製造に関わっていたため「飯島」名義では許可が下りず、未亡人となっていた妹の嫁ぎ先の姓である「山崎」名義で許可を得た。商号が「山崎製パン」となったのはこの経緯による。

### 年表
- 1948年（昭和23年）3月 - 創業者・飯島藤十郎が、千葉県市川市に山崎製パン所を開業、パンの委託加工を開始した。
- 1948年（昭和23年）6月 - 山崎製パン所を、山崎製パン株式会社として法人化（資本金100万円、千葉県市川市）。
- 1949年（昭和24年）8月 - 一般消費者向けの和菓子製造を開始。
- 1950年（昭和25年）8月 - 一般消費者向けの洋菓子製造を開始。
- 1955年（昭和30年）1月 - ナイロン包装のスライス食パンを商品化した。
- 1963年（昭和38年）9月 - 千葉製粉より、山崎製パン千葉工場（旧商号の川口パンより変更）を買収[注 2][3][4]。
- 1966年（昭和41年）6月1日 - 山崎製パン大阪工場を設立。関西に進出[注 2][3][4]。
- 1966年（昭和41年）6月 - シンボルマークの「太陽マーク」、シンボルキャラクターの「スージーちゃんマーク」を使用開始。
- 1966年（昭和41年）7月 - キャッチフレーズ「世界のパン・ヤマザキ」を使用開始。
- 1967年（昭和42年）3月 - 名古屋工場[注 3]を稼働。東海地方に進出[5]。
- 1967年（昭和42年）7月 - スーパーヤマザキを設立[5]。
- 1968年（昭和43年）4月 - 山崎製パン福岡工場を設立。九州地方に進出[5]。
- 6月 - 秋田県を地盤とするベーカーのたけや製パンと業務提携。東北に進出[6]。
- 1970年（昭和45年）10月 - 米国の大手菓子メーカーのナビスコ社（現：モンデリーズ・インターナショナル）、大手商社のニチメン（現：双日）と合弁で、菓子メーカーのヤマザキナビスコを設立。
- 1971年（昭和46年）4月 - 西日本（近畿・中国・四国・九州）の製造・販売各社を、関西ヤマザキに統合する。
- 1973年（昭和48年）11月 - 本社を東京都墨田区から、千代田区岩本町3-2-4に移転。子会社の山崎製パン千葉工場を吸収合併。
- 1977年（昭和52年）12月 - 直営コンビニエンスストア（CVS）のサンエブリー[注 4]を設立。多角的経営も行なう。
- 1983年（昭和58年）5月 - 「ヴィ・ド・フランス」としてベーカリーカフェ事業開始。フランスの製粉会社グラン・ムーラン・ド・パリ社と技術導入提携を行ない、山崎製パンの事業部としてスタート。
- 1986年（昭和61年）1月 - 子会社の関西ヤマザキを吸収合併[5]。
- 2001年（平成13年）7月 - ヴィ・ド・フランスを分社化。
- 2006年（平成18年）7月19日 - ユニゾン・キャピタルとバンダイナムコホールディングスより、経営再建中の東ハトの保有分全株式を取得[7][8]。
- 2007年（平成19年）2月5日 - 期限切れ原材料使用問題を抱えていた不二家の救済策として、衛生管理などの業務支援を発表[9]。同年4月11日には、不二家の発行済み株式35.0%を取得した。
- 2008年（平成20年）11月27日 - 不二家の株式を追加取得。同社の持株比率を、35.0％から51.0％に引き上げ。
- 2013年（平成25年）7月1日 - 連結子会社のデイリーヤマザキを吸収合併のうえ、CVS事業を直営化[注 5]。
- 2016年（平成28年）9月1日 - 連結子会社のヤマザキビスケット（旧商号のヤマザキナビスコより変更）と、モンテリーズ・インターナショナルとのライセンス契約が終了[注 6]。
- 2017年（平成29年）3月8日 - 子会社として、とかち帯広ヤマザキを設立。
- 2022年（令和4年）4月 - 東証の市場区分の見直しに伴い、市場第一部からプライム市場に移行。
- 2023年（令和5年）3月31日 - 神戸屋からYKベーキングカンパニー[注 7]の全株式を取得[11][12]。

## 歴代社長
1. 飯島藤十郎：1948年 - 1977年
2. 飯島一郎：1977年 - 1979年
3. 飯島延浩：1979年 - 現職

## 自社輸送と災害対応
自家用トラックを保有して独自の自社輸送網を築いており、配送トラック車両は自社持ちのため自家用登録の白ナンバー（自家用登録の1ナンバー車保有台数が日本最多といわれている）で、車体裾に「製パン業」と表記されている（同じデザインで、子会社や協力会社の保有する緑ナンバーの配送トラック車両も一部にある）。車体に描かれシンボルマークとして知られる「スージーちゃん」は、1966年当時東京在住の3歳女児である。ヤマザキナビスコがナビスコと提携を止めてヤマザキビスケットになってからは、ヤマザキビスケット社製品の写真だけを荷台に描いたものも使用している。
1973年7月、当時の最新工場の武蔵野工場の全焼（同年12月に再稼働）をきっかけに危機管理に注力し、のちに農林水産省の意向もあり、災害時の対応に力を入れるようになった。
阪神・淡路大震災や東日本大震災、熊本地震の際には、全社を挙げ被災地域に支援食糧を供給。特に、令和6年能登半島地震では、業界団体である日本パン工業会（もとい日本政府）からの要請に応じる形で、同業の敷島製パンやフジパンと共同で、被災地の能登半島に向けて菓子パンや惣菜パンなどを供給した。
前述した自社による物流網の堅持には、危機管理に対応する目的があるとされる。基本的には地方自治体などの行政機関からの依頼があった場合に支援食糧を提供しているが、「お役に立てば」という思いから、依頼が無くても提供を行っているケースもある。
2014年2月の首都圏の大雪や2018年2月の北陸地方の大雪では、立ち往生して身動きできなくなった配送トラックに搭載され、販売店への納品が不可能と判断されたパンを、沿線の避難所や立ち往生した他の運転手に配布する対応がされた。

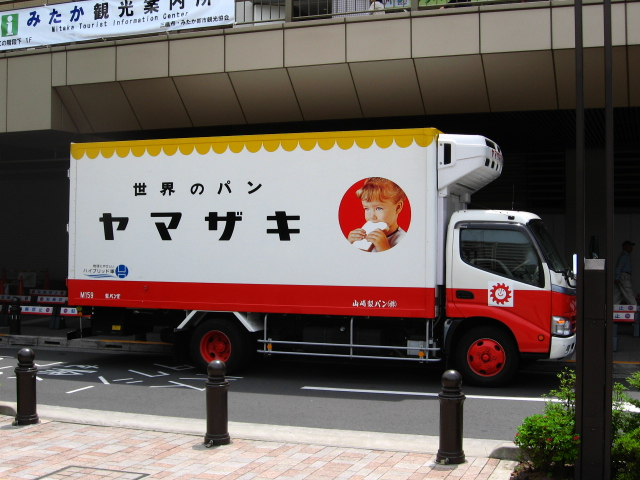
自家用の配送トラック （写真は日野・デュトロハイブリッド）
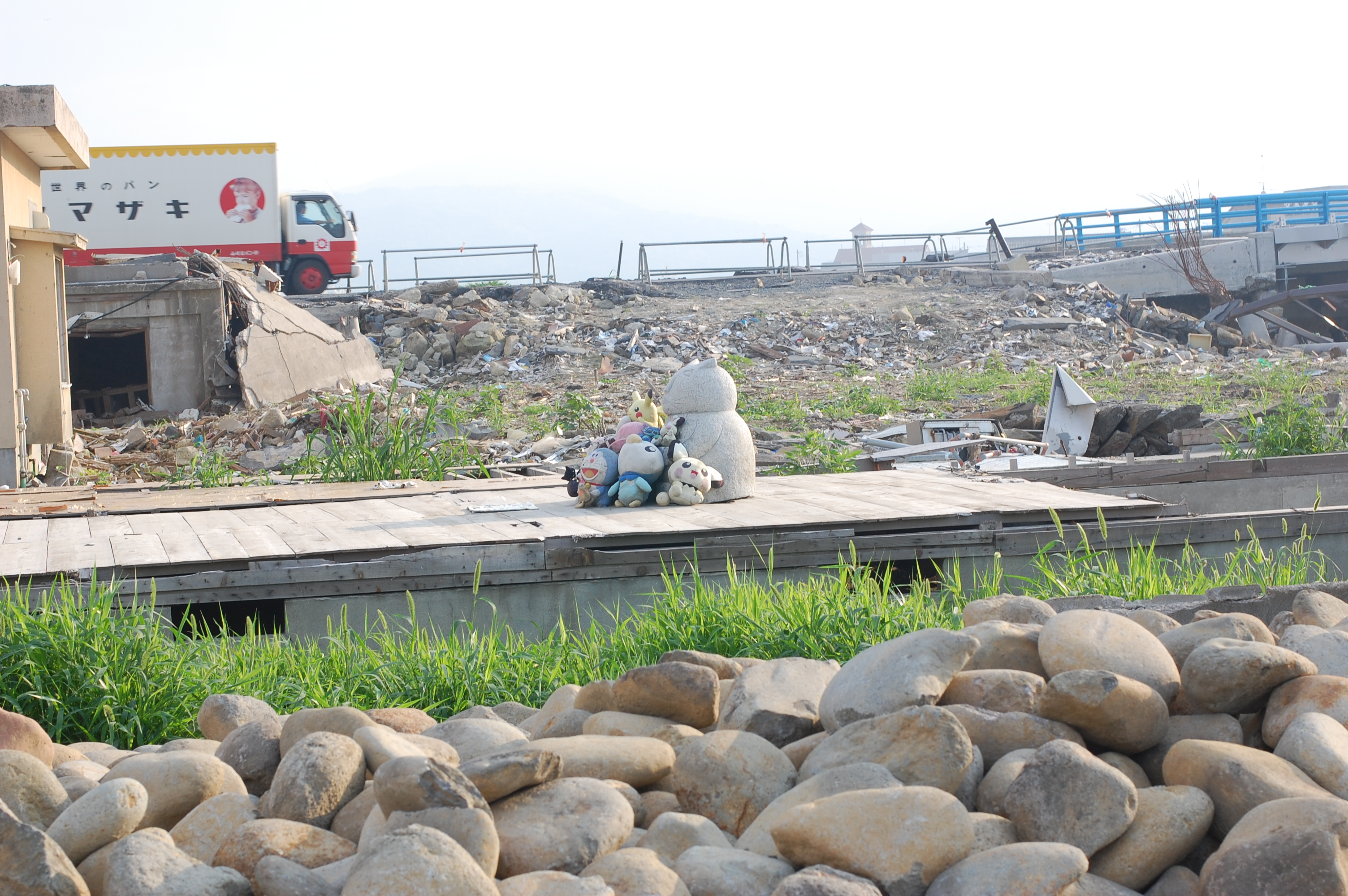
東日本大震災の被災地を往く配送トラック （2011年7月、宮城県石巻市）

## 拠点

### 直営店
- ヤマザキプラザ市川
- ハースブラウン
- サンブレッタ
- サンエトワール（西日本エリア=近畿・中国・北陸はジェイアール西日本フードサービスネットとフランチャイズ契約を結んで展開している）

詳細は公式サイトを参照。

### コンビニ展開・小売契約業態
- デイリーヤマザキ事業統括本部が運営するフランチャイズ方式のコンビニ業態
  - デイリーヤマザキ
  - ニューヤマザキデイリーストア / ヤマザキデイリーストアー
- 小売事業本部Yショップ事業部が所管するボランタリー・チェーン方式の小売店業態
  - ヤマザキショップ（Yショップ）/ ヤマザキスペシャルパートナーショップ（YSPS）

### 自社工場

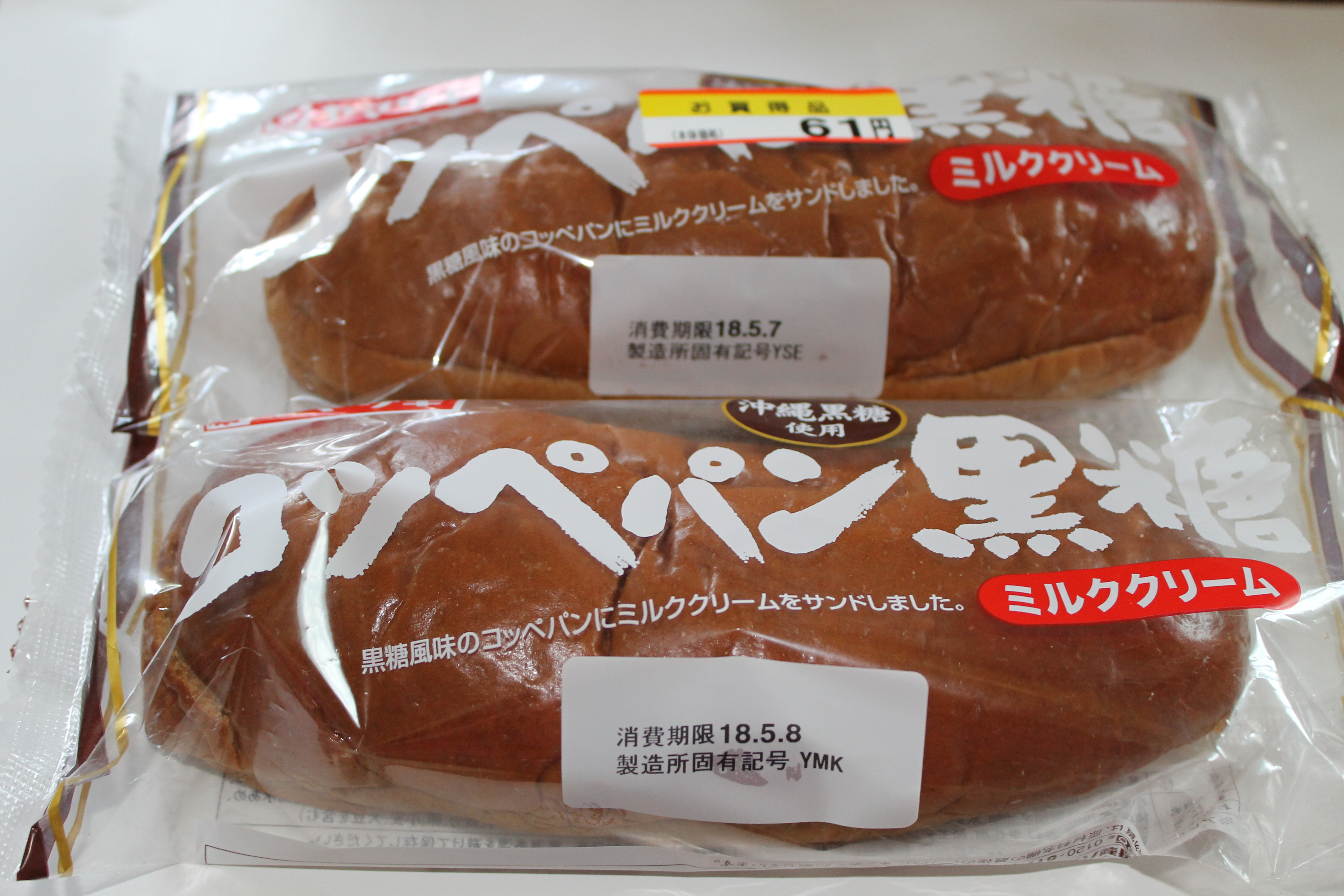

山崎製パンは国内に27箇所の直営工場のほか複数の関連会社を有する。各商品の製造工場は製造所固有記号として消費期限とあわせて商品包材に印刷されている。
「製造者 山崎製パン株式会社」と記載されているもの。全国地方公共団体コード順
- YSP：札幌工場（北海道恵庭市）
- YTO：札幌工場とかち帯広事業所（北海道帯広市）
- YTW：十和田工場（青森県十和田市） - 地場の製パン会社「栄作堂」を吸収合併後、十和田工場となった。
- YSE：仙台工場（宮城県柴田郡柴田町）
- YKR：仙台工場 郡山事業所（福島県郡山市）
- YK：古河工場（茨城県古河市、丘里工業団地）
- YI：伊勢崎工場（群馬県伊勢崎市）
- YS1：埼玉工場 埼玉第一工場（埼玉県所沢市） - 元日糧製パン所沢工場
- YS2：埼玉工場 埼玉第二東村山工場（東京都東村山市 ）- 買収した元ナカムラパン（新宿中村屋とは別物）の工場。埼玉第一工場開設以前は武蔵野第二工場と呼ばれていた。
- YC、YCM、YC2：千葉工場（千葉県千葉市美浜区）
- YMK、YMM：松戸工場 松戸第一工場（千葉県松戸市南花島向町）
- Y2M：松戸工場 松戸第二工場（千葉県松戸市上本郷字道心田）
- YSU：杉並工場（東京都杉並区）
- YM1：武蔵野工場（東京都東久留米市）
- YY1：横浜第一工場（神奈川県横浜市戸塚区）
- YY2：横浜第二工場（神奈川県横浜市都筑区）
- YNI：新潟工場（新潟県新潟市江南区）
- YHA：安城工場 浜松事業所（静岡県浜松市中央区）
- YNA：名古屋工場（愛知県名古屋市西区）
- YAN：安城工場（愛知県安城市）
- YKM：京都工場 久御山事業所（京都府久世郡久御山町）
- YKY：京都工場（京都府宇治市）
- YO1：大阪第一工場（大阪府吹田市）
- YO2：大阪第二工場（大阪府松原市）
- YHN：阪南工場（大阪府羽曳野市）
- YOK：岡山工場（岡山県総社市）
- YHI：広島工場（広島県広島市安佐北区）
- YF：福岡工場（福岡県古賀市）
- YKU：熊本工場（熊本県宇城市）

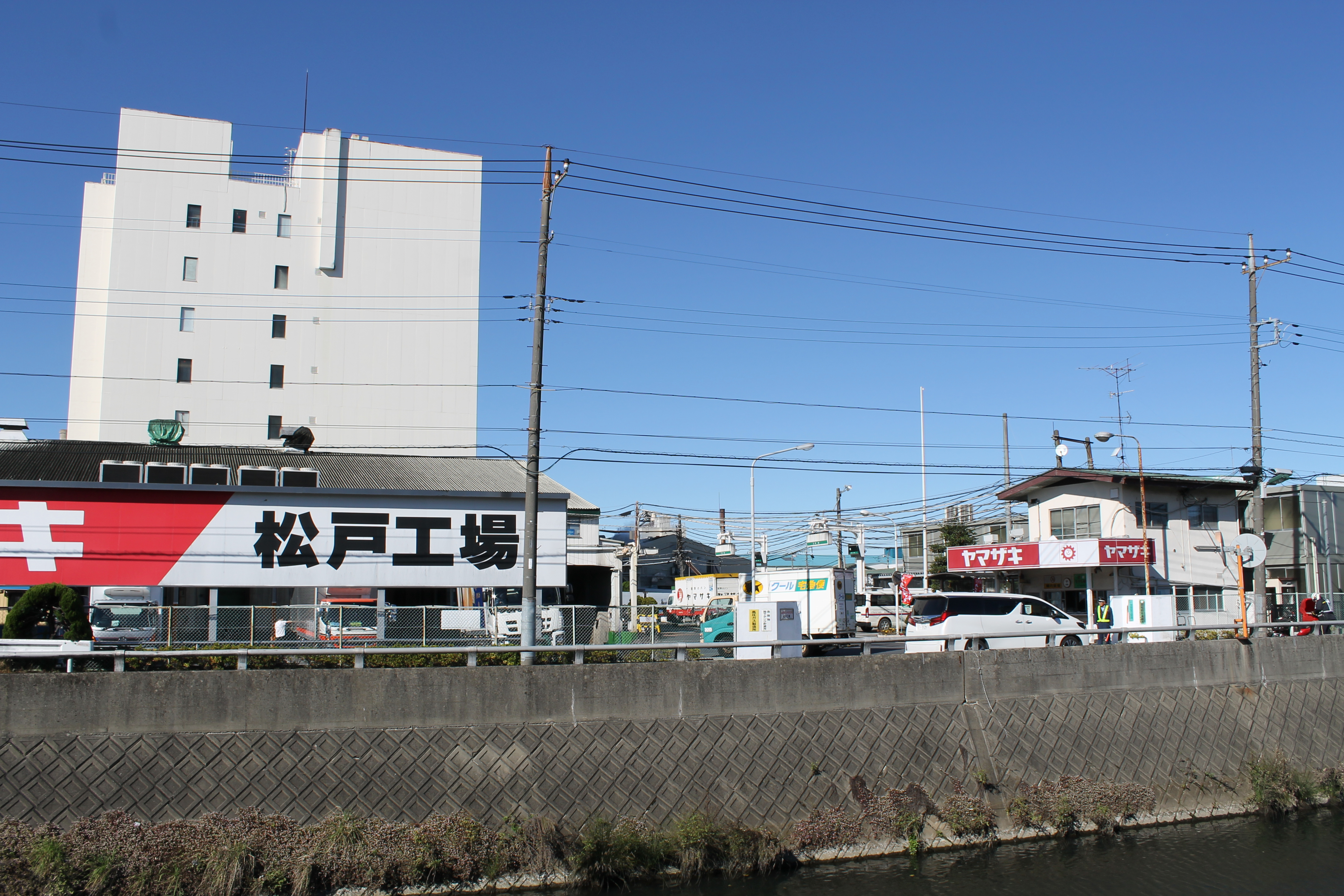
松戸第一工場（千葉県松戸市）
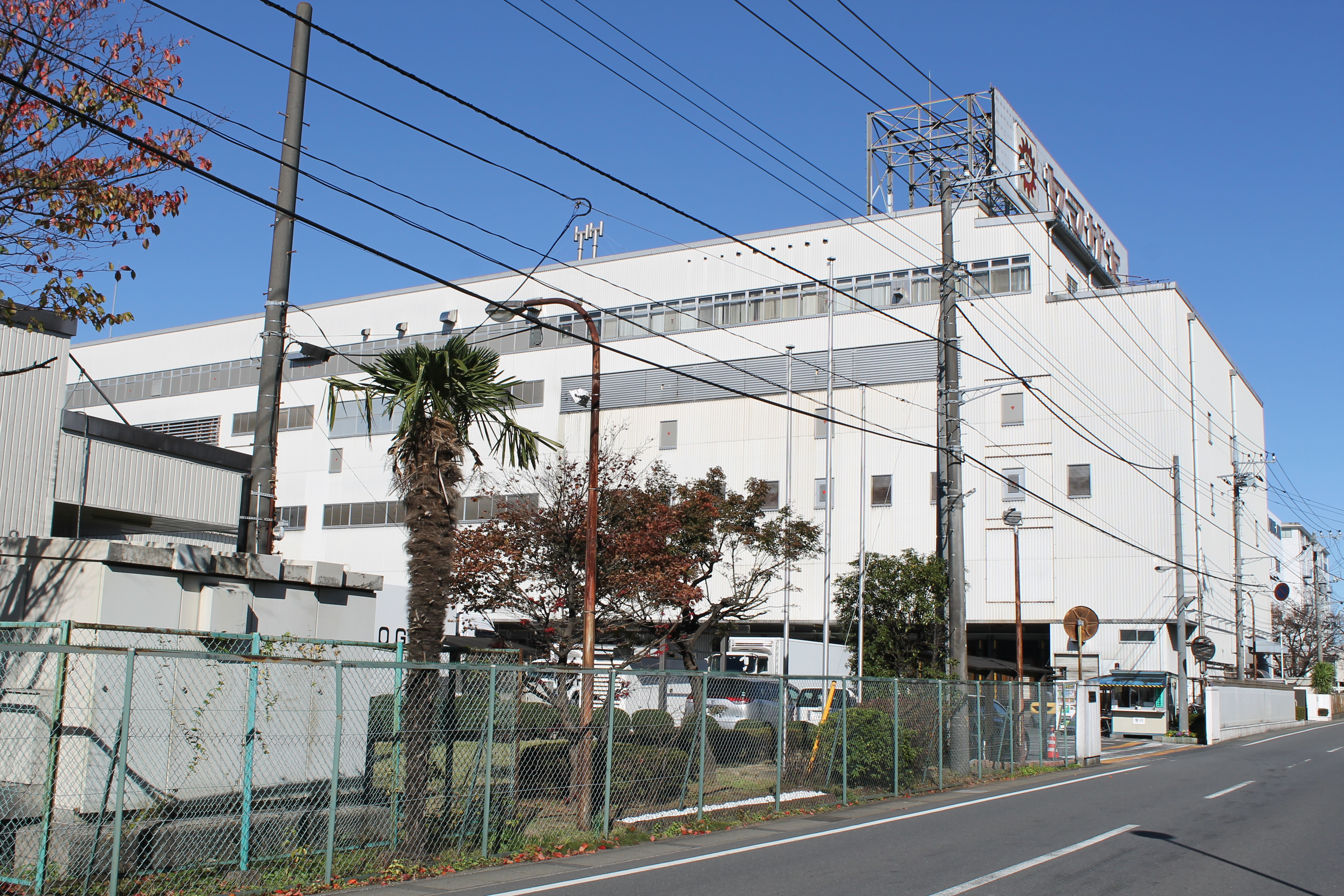
松戸第二工場（千葉県松戸市)
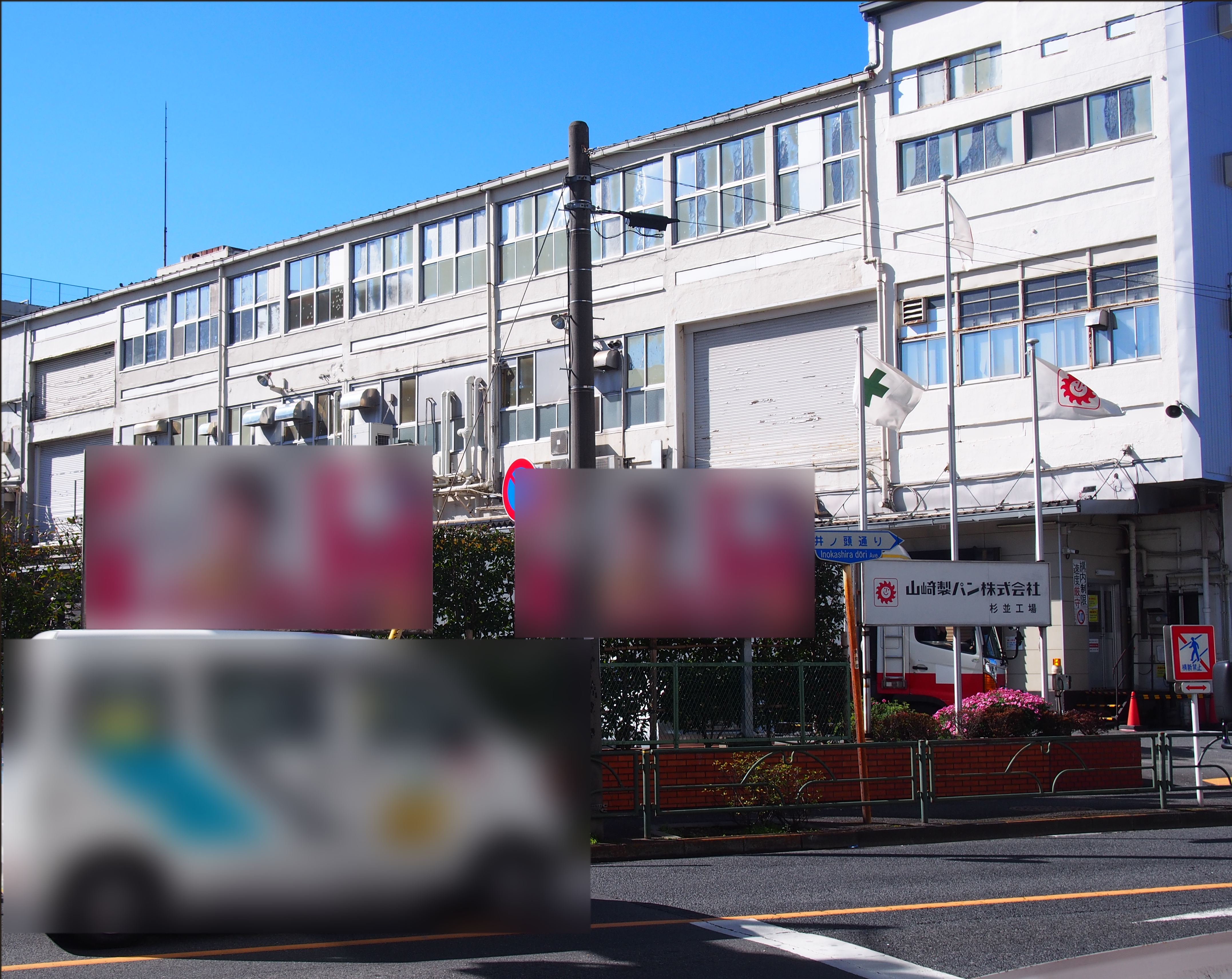
杉並工場（東京都杉並区高井戸西）
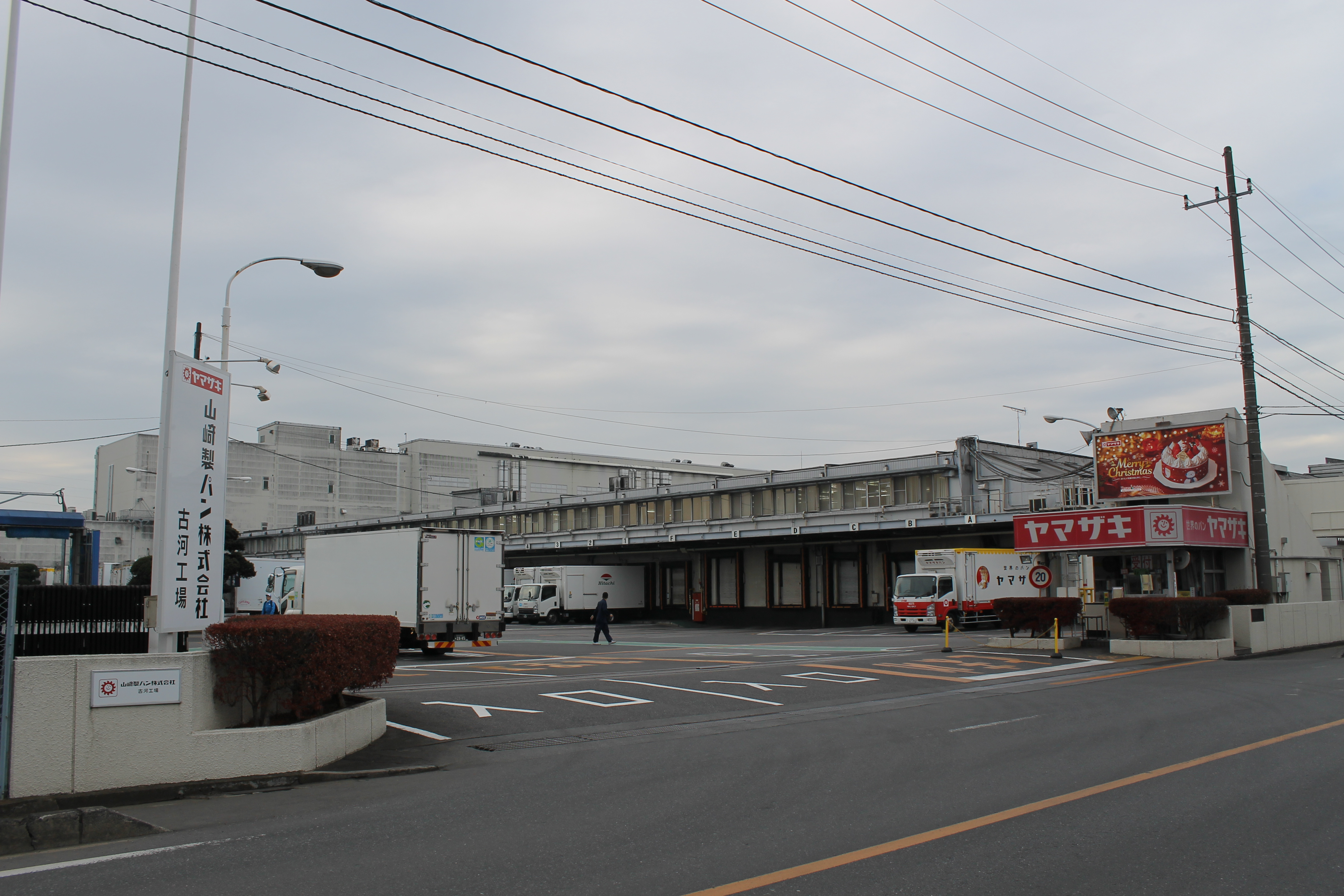
古河工場（茨城県古河市）
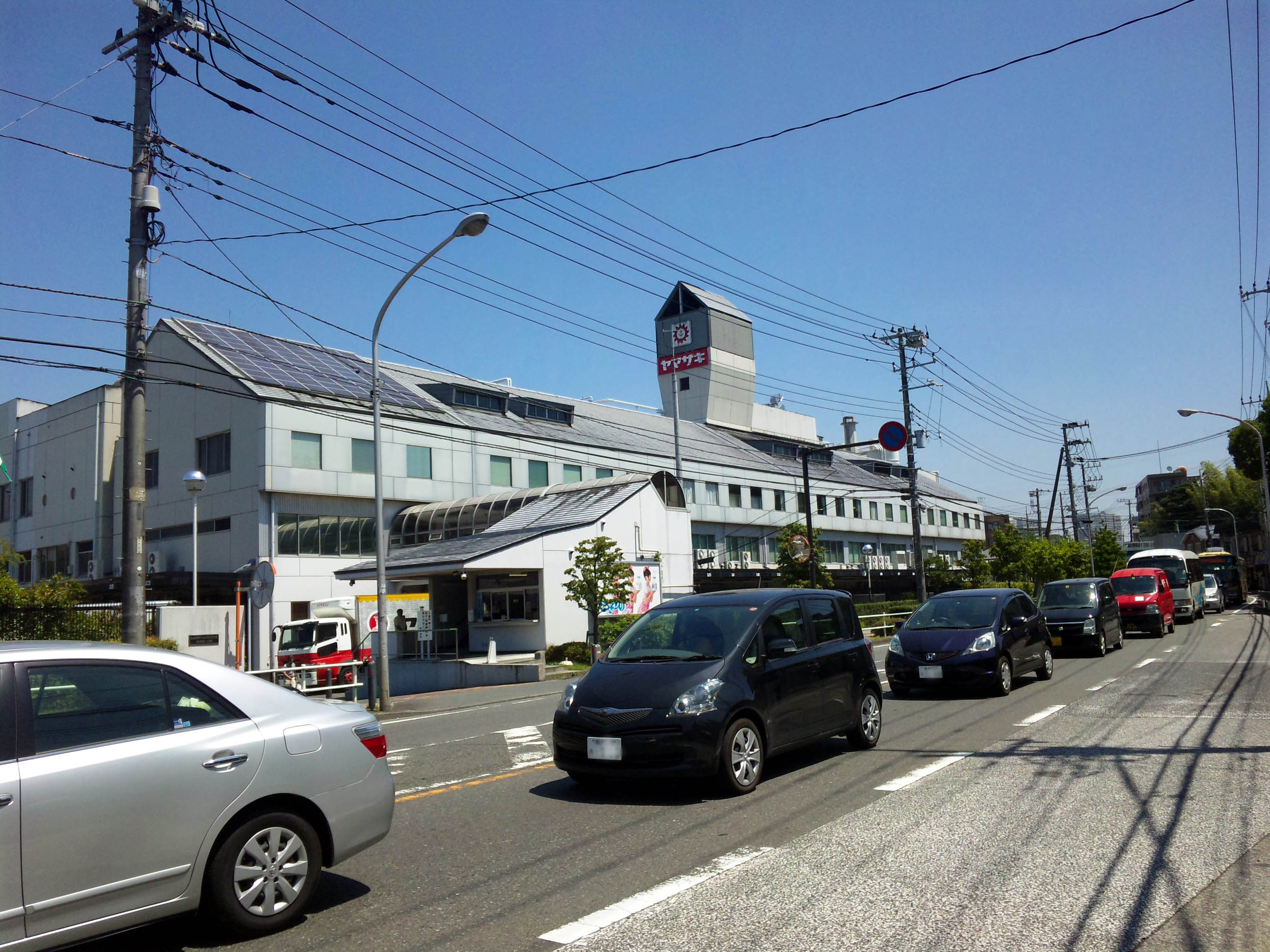
横浜第一工場（横浜市戸塚区柏尾町）
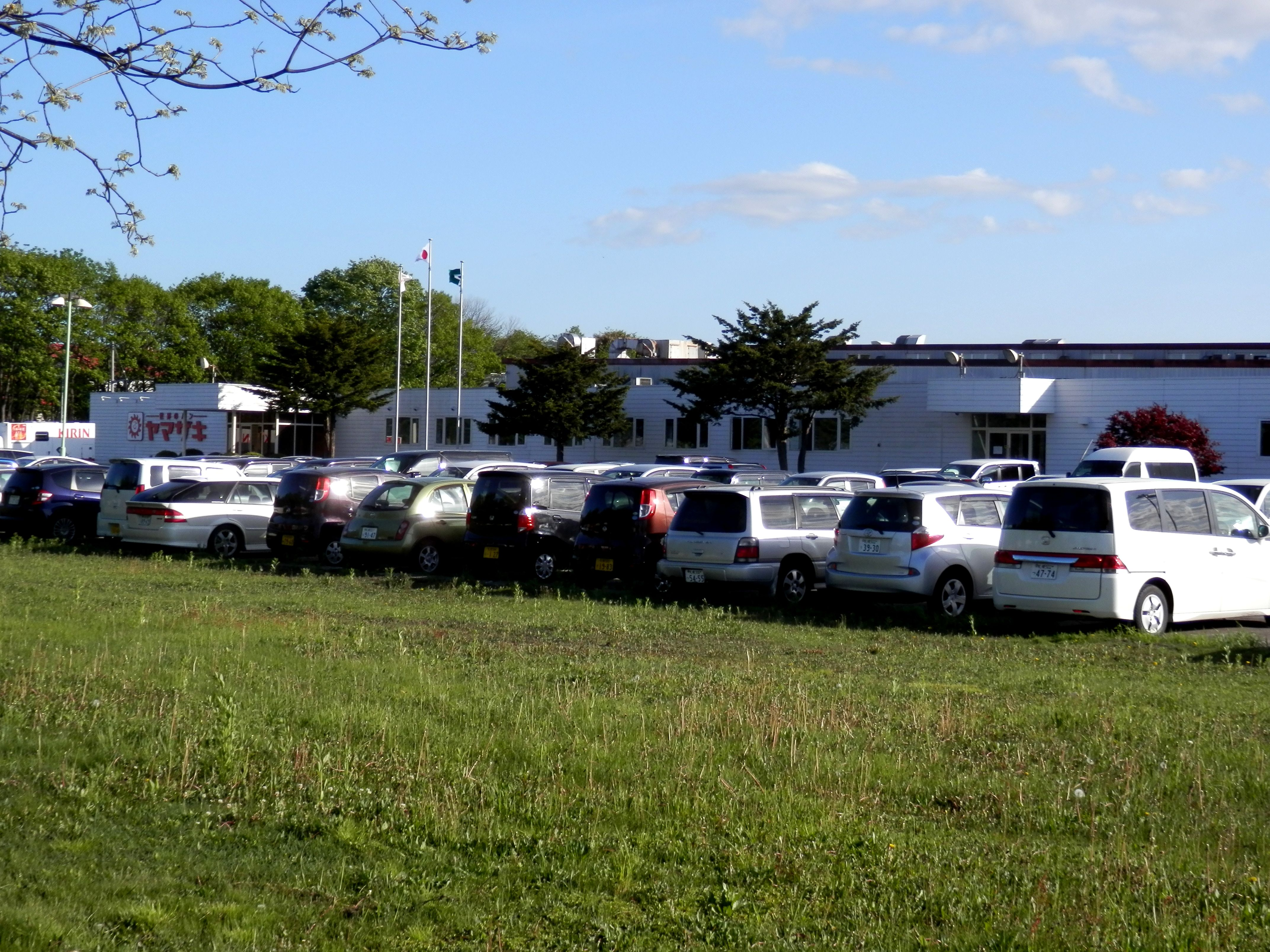
札幌工場（北海道恵庭市）

### 子会社・協力会社工場
「販売者 山崎製パン株式会社」と記載されているもの。全国地方公共団体コード順
- KD：工藤パン（青森市） - 一部ヤマザキブランド商品の製造。地元企業商品として扱われる。青森県内では「くどぱん」で知られる。
- TK：たけや製パン（秋田市） - 一部ヤマザキブランド商品の製造。地元企業商品として扱われる。秋田県内では「たけやパン」で知られる。
- SN：末広製菓（新潟県新潟市西蒲区） - 100%山崎製パン子会社
- SA：サンキムラヤ（山梨県甲府市） - 100%山崎製パン子会社
- YKO：高知ヤマザキ（高知県高知市） - 一部ヤマザキブランド商品の製造。
- ID：イケダパン（鹿児島県姶良市） - 一部ヤマザキブランド商品の製造、また沖縄県のイオン琉球のイオン店舗へ長期保存可能なヤマザキパン製品の供給

他に「S12Y」「S16Y」などと記載された製品がある。
なお量販店やコンビニエンスストア向けPB製品は、セブン&アイの「セブンプレミアム」など一部（「製造者 山崎製パン株式会社」と記載されている）を除き、上記とは別の製造所固有記号を使用している。

## ヤマザキ春のパンまつり
1981年に開始されている販売促進活動の一環で、「白いお皿のキャンペーン」として例年2月 - 3月頃より開催される。季節感を考慮して北海道地区は一箇月遅く開始する。対象商品に点数シールが貼付され、30点分（2025年現在）のシールを収集するとヤマザキ商品取扱店で景品交換される。なお、デイリーヤマザキではパンの他におにぎりや惣菜、弁当も対象商品となっている。
景品となるフランス・アルク社製の白いガラス皿は、オパール加工されたガラスを通常ガラス比3 - 5倍強度に強化した全面物理強化ガラスで、電子レンジ調理も可能だがオーブンや直火は使用できない。年によりオーバレートや小鉢など形状は異なり、それぞれに愛称が付与されている。割れにくいだけで割れないわけではない。
2011年は4月30日、北海道地区は5月31日に終了予定が、東日本大震災の影響により3月18日以降休止後に、4月25日から6月7日、北海道地区は7月8日まで「『白いお皿プレゼント』キャンペーン」として再開され、同年の「春のパンまつり」点数シールと台紙は移行して用いている。2012年は予測数量を超える需要により期限内の景品交換に不足が発生し、増産の上で7月以降に配布している。

## 主な商品

### 食パン
- 新食感宣言
- ロイヤルブレッド - 旧・サンロイヤル。
- 超芳醇
- ダブルソフト - 2015年12月までは秋田県のみ後発の沖縄黒糖入り(期間限定商品)を除き未発売となっていた[注 10]。
- ダブルソフトゴールド - 秋田県のみ未発売[注 11]。
- スィートバター風味ブレッド - 北海道のみ。
- やわらか食パン - 北海道のみ。
- ふんわぱり食パン - 2015年12月までは秋田県のみ未発売となっていた[注 12]。北海道発売なし。
- モーニングスター - 秋田県、北海道のみ未発売。
- 国産小麦食パン - 秋田県、北海道のみ未発売。
- ユアクイーンリッチブレッド - 秋田県、北海道のみ未発売。
- 十二穀ブレッド - 北海道取り扱いなし。
- レーズン好きのレーズンブレッド - 北海道取り扱いなし。
- レーズン好きのレーズンブレッド
- ゴールドソフト - 厳選した上級小麦粉を使用し、バター、卵、生クリームなどを加えて焼き上げた贅沢なプレミアム系食パン。月2回限定製造商品。

### 調理・菓子パン
- ランチパック

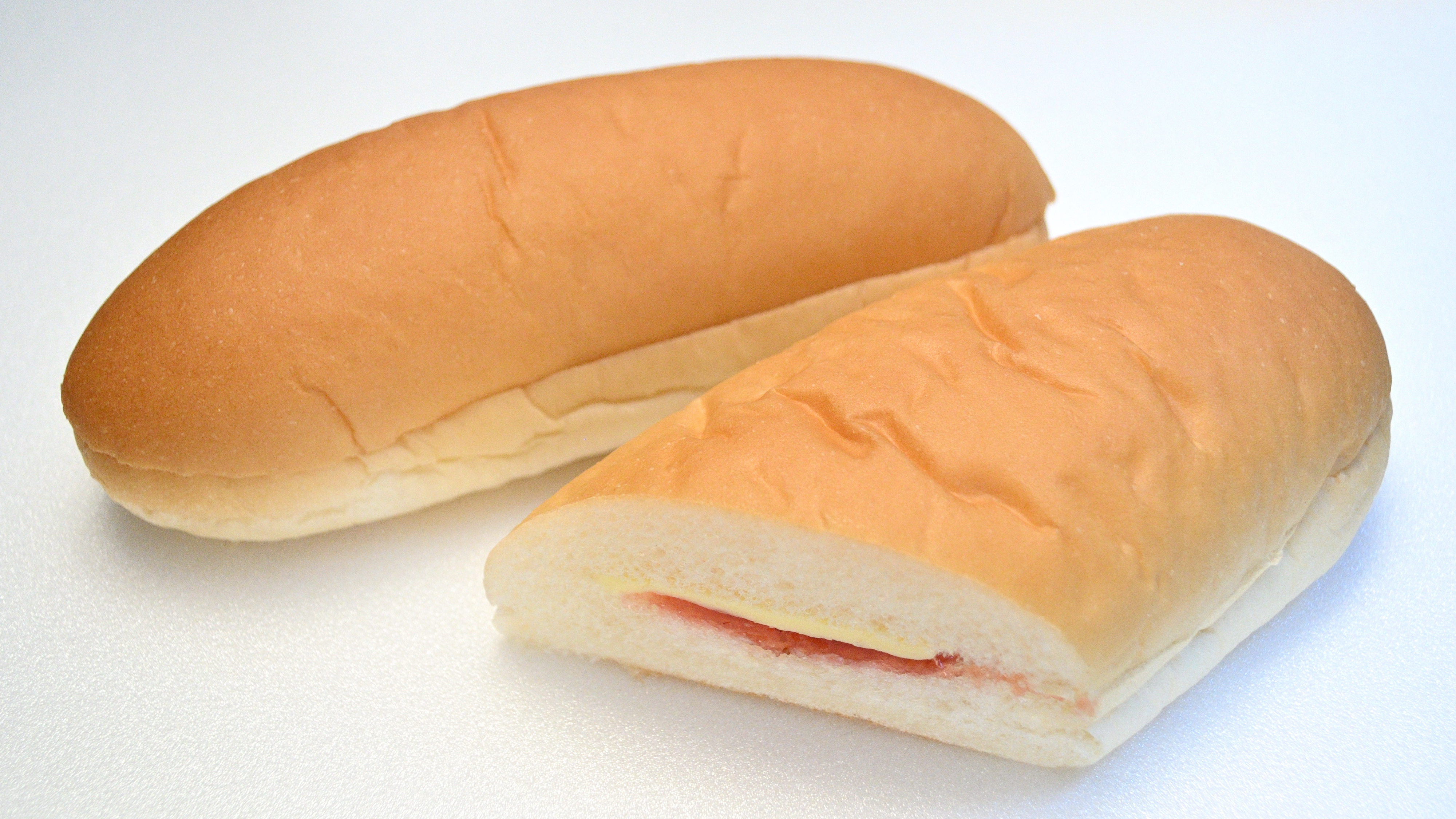
山崎製パンのコッペパン（ジャム&マーガリン）

- ミニパンシリーズ - 薄皮あんぱん、薄皮クリームパン。
- ナイススティック
- まるごとソーセージ
- ミニスナックゴールド
- コッペパン - 具材入り。
- ヴィエノワーズ - ミルク、カフェオレ、ラムレーズン等、日本食糧新聞社「第31回優秀ヒット賞」受賞商品。
- サクリスタン
- 新感覚ドーナツシリーズ - ドーワッツ、ウォーナッツ。
- 各種菓子パン
  - ロシアパン - 創業当初から製造・販売されているパン。
  - あんパン
  - クリームパン
- 各種惣菜パン

### キャラクターパン
- スーパー戦隊シリーズ - （2008年 - 2012年、2024年）2012年までは商品企画扱いバンダイ。
- プリキュアシリーズ - （2008年 - 2012年）商品企画扱いバンダイ。
- 仮面ライダーシリーズ
  - 仮面ライダーウィザード
  - 仮面ライダーガッチャード
  - 仮面ライダーガヴ
- ゲゲゲの鬼太郎
- 妖怪ウォッチ
- ONE PIECE
- ディズニーキャラクター
- サンリオキャラクターズ
- エヴァンゲリオン
- おさるのジョージ
- すみっコぐらし
- ちいかわ

### 菓子類
- ロールちゃん
- 雪苺娘
- まるごとバナナ
- 中華まん - 肉まん、あんまん、カレーまん、ピザまん。大手量販店向けプライベートブランド製品（製造所固有記号は独自のものになる）やコンビニ向け製品も製造している。
- 洋菓子 - スイスロール、ケーキ、アップルパイ。
- 和菓子 - 饅頭（里見の郷、栗まん、桃山、月餅、チョコまん）、団子、水ようかん、ういろう。毎年6月京都工場で製造されて近畿地区で販売する水無月。
- ドーナツ - 一部コンビニ向け製品も製造している。
- 飲料 - 主にデイリーヤマザキや自社設置の自動販売機などで販売されている。飲料は自社工場ではなく静岡の提携工場で製造されている。

### その他
パン類はセブン-イレブンの「セブンプレミアム」や、イオンの「ベストプライス食パン」など、一部プライベートブランド商品も受託生産している他、各種量販店向け商品として、表面は無記載で裏側にJANコード、商品種別、原材料、消費期限、製造所固有記号、社名、本社住所など法令記載事項のみ記された透明包材に封入された商品や、バンジュウと俗称される工場出荷時の社名入り樹脂製コンテナに並べた状態で数量割引して販売される商品もある。

## 関連会社
全て株式会社である。

### グループ会社
（全国地方公共団体コード順）
- 日糧製パン（北海道札幌市豊平区） - 札幌証券取引所上場、持分法適用関連会社。
- 札幌パリ（北海道札幌市白石区）
- とかち帯広ヤマザキ（北海道帯広市）
- 秋田いなふく米菓（秋田県秋田市）
- ヴィ・ディー・エフ・サンロイヤル（埼玉県春日部市）
- サンロジスティクス（埼玉県所沢市）[26] - 旧：株式会社ヤマザキ物流（東京都清瀬市）。サンデリカ物流部（東京都東村山市）を分社化して設立。
- サンミックス（千葉県千葉市美浜区）
- ヴィ・ド・フランス（東京都千代田区）
- サンデリカ（東京都千代田区）
  - 大徳食品（奈良県大和郡山市）[27] - サンデリカの完全子会社[28][29]。山崎製パンの孫会社にあたる。
- 食品共配システム（東京都千代田区）
- ヤマザキ（東京都千代田区）
- ヤマザキエンジニアリング（東京都千代田区）
- ヤマザキビスケット（東京都新宿区）
- 不二家（東京都文京区） - 東証プライム市場上場
  - B-Rサーティワンアイスクリーム（東京都品川区） - 不二家と米バスキン・ロビンスの合弁企業。東証スタンダード市場上場、持分法適用関連会社。
- 東ハト（東京都豊島区）
- スーパーヤマザキ（東京都府中市）
- 末広製菓（新潟県新潟市西蒲区）
- 金沢ジャーマンベーカリ－（石川県金沢市）
- サンキムラヤ（山梨県甲府市）
- ヤマザキクリーンサービス（静岡県富士宮市）
- スリーエスフーズ（京都府久世郡久御山町）
- YKベーキングカンパニー（大阪府大阪市東淀川区）[12]
- 高知ヤマザキ（高知県高知市）
- イケダパン（鹿児島県姶良市）
- 日農生研（鹿児島県曽於郡大崎町）

過去のグループ会社
- 盛岡デリカ（岩手県紫波郡矢巾町）- サンデリカ子会社（山崎製パン孫会社）。2019年7月、サンデリカへ吸収合併。現：サンデリカ盛岡事業所。
- ヤマザキデリカ（神奈川県相模原市）- サンデリカ子会社（山崎製パン孫会社）。2014年7月、サンデリカへ吸収合併。現：サンデリカ相模原事業所。
- 岡山イワミ食品（岡山県総社市）- サンデリカ子会社（山崎製パン孫会社）。2014年7月、サンデリカへ吸収合併。現：サンデリカ岡山事業所。

### 協力会社
- 鈴木運送
- 月寒運輸
- サン物流旭川
- 道東運輸
- 日章運輸
- 鴻池運輸
- ダイセーグループ各社
- 丸進運輸

## 広報活動

### オフィシャルスポンサー
- 東京ディズニーリゾート（オフィシャルスポンサー） - 毎年秋に東京ディズニーリゾートに関連したキャンペーンが行われることで知られているが2020年からは新型コロナウイルス感染症の流行拡大の影響により景品提供を取りやめている。
  - 東京ディズニーランド（イーストサイド・カフェ）
  - 東京ディズニーシー（セイリングデイ・ブッフェ→ドックサイドダイナー）
- ジェフユナイテッド市原・千葉 - オフィシャルスポンサー
- ジュビロ磐田 - クラブのシルバーメンバー
- 全日本実業団対抗駅伝競走大会（TBS（JNN）系およびTBSラジオ）- 1994年から筆頭スポンサーを務めている。
- 日本陸上競技選手権大会 - 2011年より特別協賛
- 日本相撲協会 - 2022年9月よりオフィシャルパートナー契約を締結[30]。看板商品の「ランチパック」をはじめ「国技館やきとり風味パン」など、大相撲とのタイアップ商品を一部地域除き全国で発売。

### テレビ・ラジオ提供番組
放送時間はJST表記。

#### テレビ
- 日本テレビ：『1億人の大質問!?笑ってコラえて!』（土曜 19:56 ‐ 20:54）[注 13]
- TBS：『情報7daysニュースキャスター』 (土曜 22:00 ‐ 23:24、隔週で前半・後半入れ替え、当社の社内カンパニーであるデイリーヤマザキと同業他社のセブン-イレブンも別枠で提供。)
- TBS：『ひるおび!』 (2025年4月 - 、平日 10:25 ‐ 13:55、隔週提供、CMは12:50頃)
- TBS：『四季折々の贈り物』（2019年8月 - 、日曜 13:54 - 13:57、一社提供、関東ローカル）
- MBS：『よんチャンTV』（2021年4月 - 、月・火曜18:15 - 19:00枠、関西ローカル）
- テレビ朝日：『テレビ朝日木曜ドラマ』（2017年4月 - [注 14]。木曜21:00 - 21:54、テレビ宮崎では5日遅れの月曜 22:00 - [注 15]、福井放送は基本2日遅れの土曜 21:00 - [注 16]）
- テレビ朝日：『テレビ朝日水曜21時枠刑事ドラマ』（水曜 21:00 ‐ 21:54、本編でも登場人物達がヤマザキのパンを食するシーンがたびたび登場している。）
- くまもと県民テレビ：『テレビタミン』（水曜17時台）
- BSテレ東：『おんがく交差点』

#### テレビ（過去）
- 日本テレビ：『あさ天』（日曜 5:45 - 6:00、関東ローカル）
- 日本テレビ：『ズームイン!!SUPER』（平日 5:20 - 6:30、関東ローカル）
- 日本テレビ：『マジカル頭脳パワー!!』（土曜）ほか日本テレビ制作全国ネット土曜20時枠複数社のスポンサーの1社（1986年10月からの『歌うゴールデンタイム』 - 同枠のスポンサー1社である）
- 日本テレビ：『世界一受けたい授業』
- 日本テレビ：『お昼のワイドショー』（番組開始 - 1981年の途中まで）全国ネットセールス複数社の1社
- よみうりテレビ・日本テレビ：『木曜ゴールデンドラマ』（1980年代前半頃）
- TBS：『ひるおび』
- TBS：『関口宏の東京フレンドパークII』（月曜 19:00 - 19:54（途中から）、木曜 19:55 - 20:54→月曜 19:00 - 19:55）
- TBS：『クイズ100人に聞きました』（1990年ごろ）
- TBS：『はなまるマーケット』（隔日8:30 - 9:55、2011年4月 - 番組終了まで）
- MBS：『ミント!』（2019年4月 - 番組終了の2021年3月まで、月・火曜 18:15 - 19:00枠、関西ローカル）
- フジテレビ：『めざましテレビ』
- フジテレビ：『金曜プレステージ』
- フジテレビ：『笑っていいとも!』（水曜 12:00 - 13:00、前半のみ、関東ローカル）
- フジテレビ：『ネプリーグ』2017年10月より子会社のヤマザキビスケットも提供。
- 関西テレビ・フジテレビ：『土曜ぴーぷる』
- テレビ朝日：『タイムショック21』（月曜 20:00 - 20:54）
- テレビ東京：『日高義樹のワシントン・リポート』（不定期だが概ね月1回、日曜または土曜 16:00 -、2011年3月の終了まで※提供クレジット表示は、太陽マークの下にヤマザキパンとなっていた。）
- テレビ東京：『おはスタ』（スーパーライブ）（平日 6:59 - 7:30、2008年ごろ - 2014年3月）
- テレビ東京：『焼きたて!!ジャぱん』
- テレビ東京：『妖怪ウォッチ』
- 東海テレビ：『カスペ!』（火曜 19:00 - 20:54）
- サンテレビ：『サンテレビボックス席』（金曜日）

#### テレビ提供番組の移り変わり
- 日本テレビ系：『お昼のワイドショー』の複数社筆頭スポンサーとしてヤクルト本社・日本文化センター（放送当時同社の転送電話受付のない地域ではローカル企業に差し替えていた地域もあった）と一緒に1曜日のスポンサーを務めていたが、1982年1月に『土曜トップスペシャル』の複数社スポンサーへ提供枠移動後は日本テレビ系土曜20時枠のスポンサーで現在に至る。その他には上記の通り、よみうりテレビ制作の『木曜ゴールデンドラマ』にも提供していた時期もある。しかし、系列地方局の中にはローカル番組で独自にCMを出稿している地域も多い。また、『それいけ!アンパンマン』の初期のスポンサーにも内定していたが、「ばい菌（ばいきんまん）をタイアップ商品にプリントできない」と難色を示し設定変更を要求したものの、受け入れられずそのままスポンサーを降板した[注 17]。
- テレビ朝日系：1980年代まではスポットCMや子会社であるヤマザキナビスコのCMを多く提供していたが、1990年代に入りいくつかの番組のレギュラースポンサー（例：『キンキンのとことん好奇心』や『せきらら白書』など）についてから提供番組が増え、その後2002年頃より「土曜ワイド劇場」の21時台複数社提供の1社に付いている。これ以外にも時々水曜21時枠の刑事ドラマまたは木曜ドラマに付くことがあるが、これは『土曜ワイド劇場』が特番編成などで休止の場合の週替わり枠が多かった。しかし、2017年1月4日の年頭会見[注 18]を受けて2017年3月25日・26日放送の「二夜連続ドラマスペシャル「そして誰もいなくなった」」を最後に15年続いてきた『土曜ワイド劇場』枠から撤退している。2017年4月からは基本的に同局水・木曜の21時台連続ドラマの番組提供に移動している[注 19][注 20]。
- TBS系：かつては平日朝ワイドの複数社として提供していたが、1980年代に『クイズ100人に聞きました』の複数社スポンサーに付いて以降提供番組を移り渡りながら一部番組の単発も含め現在に至る。なお、『ニューイヤー駅伝』の協賛・筆頭スポンサーは1994年から毎年提供している。
- テレビ東京系：『日高義樹のワシントンリポート』の番組スタート以来筆頭複数社として提供していたが、その後継番組にも筆頭複数社として提供していた。その番組の終了後は『おはスタ』の第2部に当たるパートの筆頭複数社の1社として提供していたが降板後はBS放送局のBSテレ東に提供枠を移動し『おんがく交差点』の筆頭スポンサーとして現在に至る。
- フジテレビ系：全国ネットの提供番組は未だにないものもフジテレビ・東海テレビ・関西テレビなどローカルで番組提供がある。ただし、2009年以降毎年開催されている『東京マラソン』のフジテレビ制作に当たる年は全国ネットでCM出稿している。

#### ラジオ
ラジオCMでは最後にサウンドロゴが流れるが、JFN系列の時報CMでも使われた時期がある。2013年9月現在、ニッポン放送で平日14時の時報CMを放送している。文化放送でも2013年頃より2022年9月まで日曜の7時 - 9時、正午、13時→2022年10月以降は平日正午で時報が流れている（なお、「全日本大学駅伝」で本来の時報CMが流れない場合は後日時報なしのスポットCMで穴埋めされていた。また2022年10月以降は12時をまたぐ特番編成時の祝日の例として『キユーピー・メロディホリデー』放送時は後日時報なしのスポットCMで穴埋めされる。1月2日・3日の『箱根駅伝』中継が放送される平日の場合も同様。）。
STVラジオでは、平日の15時と土曜の正午に、同社札幌工場の社員による時報CMが放送される。また、BSNラジオでは、平日の16時に、同社新潟工場の社員による時報CMが放送される。
- bayfm：『YAMAZAKI SMILE DISH』（日曜 12:00 - 、DJ:酒井美紀）
- STVラジオ：『ごきげんようじ』内の正午の時報提供
- STVラジオ：『まるごと!エンタメ〜ション』内の平日15時の時報提供
- BSNラジオ：月～木『工藤淳之介 3時のカルテット』ならびに、金『マエカブナカシズカ』内の16時の時報提供
- Kiss-FM KOBE：『YAMAZAKI LUNCH TIME SMILE』（月 - 金曜 12:00 - ）
- ZIP-FM：『YAMAZAKI SUNDAY SOUND DRIVIN'』（日曜 11:45頃 - ）
- 文化放送：『吉田照美のやる気MANMAN!』（平日 12:57 - ）内、「ヤマザキやるMANリクエスト」（ - 2007年3月30日で番組終了とともにコーナーも終了。2007年4月は『セイ!ヤング ネクステージ』内15:25頃のPT提供での対応2007年5月2日まで。2007年5月7日 - 『大竹まこと ゴールデンラジオ!』（平日 13:00 - ）内15:22頃のコーナー「ヤマザキ大竹の沁みる話」→「ヤマザキ大竹の今日の一枚」提供）
- TBSラジオ：『大沢悠里のゆうゆうワイド』（月 - 金曜 8:30 - 13:00）内「悠里のヤマザキ伝言大賞」→『伊集院光とらじおと』（月 - 木曜 8:30 - 11:00）『有馬隼人とらじおと山瀬まみと』（金曜）内「ヤマザキ 伊集院光とらじおと（有馬隼人とらじおと山瀬まみと）エピソードと」（9:55頃）→『パンサー向井の#ふらっと』（月 - 木曜 8:30 - 11:00）内「ヤマザキ ふらっとひとやすみ」（9:55頃）・『金曜ボイスログ』（金曜 8:30 - 14:00）内「ヤマザキ リスナーログ」→『今田耕司のお耳拝借!金曜日』（金曜 8:30 - 11:00）内「ヤマザキ・コージーブレイク」
- TBSラジオ：『こども音楽コンクール』（日曜 6:00 - 6:30）
- ニッポン放送：『辛坊治郎ズーム そこまで言うか!』（月 - 木曜[注 22]、2020年7月6日 - ）、『うどうのらじお』（金曜[注 23]、2020年7月10日 - ）内「街角ステーション 噂を求めてどこまでも[注 24]」（16:46頃 - 16:55頃）
- CBCラジオ：『ツー快!お昼ドキッ』→『ごごイチ』→『北野誠のズバリ』内「ヤマザキ 今日のとっておき」（月 - 金曜 15:25頃 - ）[注 25]
- MBSラジオ：『ヤマヒロのぴかッとモーニング』（月 - 金、「気になるニュースをぴかッとフラッシュ」コーナーのスポンサー。8時50分頃 - ）
- MBSラジオ：『ありがとう浜村淳です土曜日です』（10時台の天気予報の後にスポットCMを放送）
- RCCラジオ：『バリシャキNOW』内「バリシャキめがね」（月 - 木曜 15:15頃）
- いちかわエフエム - スポットCMを放送。

#### ラジオ（過去）
- bayfm：『YAMAZAKI DELICIOUS WIND』（日曜 12:00 - 、DJ：大桃美代子）
- 文化放送：『土曜ワイドBAOBAB』→『下條アトムのいい朝BAOBAB』（土曜朝ワイド）の1コーナー（番組終了後平日昼ワイドへ提供枠を移動）
- MBSラジオ：『ありがとう浜村淳です（平日版）』（9時台の天気予報のコーナースポンサー。）

### CM出演タレント
（2022年1月現在）
- 松たか子：食パン全体、ロイヤルブレッドの他、春のパンまつりやクリスマスケーキのCMにも長年出演している。
- 酒井美紀：ダブルソフト
- 山寺宏一：薄皮ミニパンシリーズ：テレビCM（声のみの出演）、2018年の春のパンまつり対象商品テレビCM最後の皿告知映像部分と2018年の春のパンまつり専用テレビCMの抽選でもう1種類当たるお知らせ部分（声のみ出演）、薄皮つぶあんぱん：ラジオCM
- 中原丈雄：ヤマザキゴールドシリーズ、おいしくチョイス「ちょうどいい量」篇（2023年1月 - ）
- 芦田愛菜：中華まん（2017年10月 - ）、ルヴァンバターロール
- 小芝風花：ランチパック（2022年1月 - ）
- 田牧そら：おいしくチョイス「ちょうどいい量」篇（2023年1月 - ）

### 歴代CM出演タレント
- 斉藤慶子
- 山口智子（1989年 - 1993年）
- 中村あずさ
- 小達敏昭
- 榮倉奈々
- 池田竜治
- 多部未華子
- 入山法子
- 久住小春：ふんわり食パン
- 小島藤子：中華まん
- 新川優愛：まるごとバナナ
- 剛力彩芽：ランチパック（2012年 - 2018年）
- 山﨑賢人：ランチパック（2019年 - 2021年）

## コラボレーション
- 焼きたて!!ジャぱん - アニメ放送時にタイアップ商品を発売した。
- 華麗なる一族 - テレビドラマ放送時にタイアップ商品「華麗ぱん」(=カレーパン)を発売。
- 佐々木夫妻の仁義なき戦い - テレビドラマ放送時にタイアップ商品「佐々木夫妻の仁義'Sパン」(=ジンギスパン)を発売。
- オビラジR - 番組とのコラボレーションで商品を多数発売。
- タカアンドトシ - コラボレーションパン「欧米か！」を発売。
- あんどーなつ - テレビドラマ放送時にタイアップ商品「たっぷりつぶあんどーなつ」と「もっちこしあんどーなつ」を発売。
- MR.BRAIN - テレビドラマ放送時にタイアップ商品「MR.BRAIN 脳トレパン」を発売。
- こちら葛飾区亀有公園前派出所 - テレビドラマ放送時にタイアップ商品「こち亀コッペパン」を発売。
- 全力投球!!妹尾和夫です - 大阪ABCのラジオ番組。タイアップ商品「つぶあんメロンパンサンド」を関西2府4県と東海3県で限定発売。
- 阪神なんば線 - 一部商品に電車の絵とロゴを入れた商品が発売されている。
- 北海道ハイテクアスリートクラブ - 工場のある恵庭を拠点とする縁から「応援パン」を北海道限定発売。
- ちちんぷいぷい (テレビ番組) - 関西地域限定で番組コラボ商品を発売。
- 秘密のケンミンSHOW 極 - 番組とのコラボレーションで商品を多数発売。
- ちいかわ なんか小さくてかわいいやつ - コラボレーション商品「ランちいパック ハチワレのケチャップパスタ風」「たっぷりチョコチップスナック」「ちいかわまん ちいかわのピザまん」を発売[34]。

## 不祥事・事件・問題・批判

### 添加物問題
1992年に国際連合食糧農業機関「FAO」と世界保健機関「WHO」の合同委員会であるコーデックス委員会「CODEX ALIMENTARIUS COMMISSION」が臭素酸カリウムがイニシエーターおよびプロモーターとなる可能性を発表したことを受け、厚生省は山崎製パンの商品に臭素酸カリウム溶液を用いることを控えるよう要請し、同社はこれに従い使用を自粛していた。
2003年に厚生労働省から定量分析限界の技術向上に伴う新たな公定法が通知され、正常な製パン工程を遵守するならば焼成後のパンに臭素酸カリウムの「残存は検出されない」知見を得て、2004年に同小麦処理剤を用い製造する商品を発売している。
FAO/WHO合同食品添加物専門家会議「FAO/WHO Joint Expert Committee on Food Additives（JECFA）」は「臭素酸カリウムの小麦処理剤としての使用は適切でない」との評価を、1992年と1995年の会議では変えていない。
山崎製パンは2014年2月より臭素酸カリウムの使用を中断した。これは近年の臭素酸カリウム使用に関する批判を受けてではなく、技術が向上し、臭素酸カリウムを使用しなくても国産小麦をふっくらと焼き上げる事が可能となったためとしていた。その後、2020年3月1日出荷分より角型食パンの一部ブランドに限り臭素酸カリウムの使用を再開した。

### 納入業者への負担強要
2017年5月11日、デイリーヤマザキへの箸やフォークの仕入れ代などについて、本来は加盟店が支払うべきところを、弁当などの納入業者に負担させたのがのぞましくないとして、公正取引委員会から勧告を受けた。

### 優良誤認を狙った商品名と原材料欄偽装
2018年11月から2019年10月に山崎製パン札幌工場が製造、ファミリーマートが販売された食パン「バター香るもっちりとした食パン」の原材料欄にはバター、もち米粉が表示されていたが、実際には使用していなかった。消費者庁は2020年3月30日、食パンの商品名が不適切で景品表示法に違反していたとして、山崎製パンとファミリーマートに再発防止策などを求める措置命令を行った。